# 김성일 (1945년)
김성일(金成一, 1945년 5월 29일, 경상남도 진해시 ~ )은 대한민국의 제1·2대 경상남도 창원시의원이며, 제8대 경상남도 진해시의원이다.

## 학력
- 진해덕산공립국민학교 졸업
- 진해중학교 졸업
- 진해고등학교 졸업

## 경력
- 해병대 병장 전역
- 진해시청
- 진해시 해양수산과 과장
- 진해보건소 보건사업과 과장
- 진해시 의료급여심의위원회 위원
- 진해시 생활보장위원회 위원
- 진해시 과세표준심의위원회 위원
- 국민건강보험공단 노인장기요양보험 등급판정위원회 위원
- 2006.07 ~ 2010.06 제8대 경상남도 진해시의회 의원
- 2006.07 ~ 2008.07 제8대 경상남도 진해시의회 전반기 의회운영위원회 위원장
- 2008.07 ~ 2010.06 제8대 경상남도 진해시의회 예산결산위원회 위원장
- 2010.04.07 한나라당 탈당
- 2010.07 ~ 2014.06 제1대 경상남도 창원시의회 의원
- 2010.07 ~ 2012.07 제1대 경상남도 창원시의회 전반기 기획행정위원회 위원
- 2010.07 ~ 2012.07 제1대 경상남도 창원시의회 전반기 예산결산특별위원회 위원
- 2012.07 ~ 2014.06 제1대 경상남도 창원시의회 후반기 부의장
- 2012.07 ~ 2014.06 제1대 경상남도 창원시의회 후반기 균형발전위원회 위원
- 2012.07 ~ 2014.06 제1대 경상남도 창원시의회 후반기 예산결산특별위원회 위원
- 2012.09.23 새누리당 입당
- 2014.07 ~ 2015.09 제2대 경상남도 창원시의회 의원
- 2014.07 ~ 2015.09 제2대 경상남도 창원시의회 전반기 기획행정위원회 위원
- 2014.07 ~ 2015.09 제2대 경상남도 창원시의회 전반기 예산결산특별위원회 위원
- 2014.10.01 새누리당 탈당

## 논란
NC 다이노스 홈구장 부지 선정 논란 관련하여 안상수 창원시장에게 달걀을 투척했다가 공무집행 방해 등으로 의원직을 상실하였다.

## 역대 선거 결과
|  | 23.94% |

|  | 15.55% |

|  | 23.75% |

|  | 19.54% |